# Gyöngyösi István (költő)
Gyöngyösi István (Radvánc, 1629. augusztus 25. – Csetnek, 1704. július 24.) magyar költő, alispán, országgyűlési követ. 1664-es munkáján  neve Gyöngősi István írásmóddal szerepel.

## Élete
Jómódú katolikus nemesi családból származott, költő családja 1593-ban nyert nemesi címet. Gyöngyösi István gondos nevelésben és tudományos képzésben részesült. Szülei korán meghaltak, így magára maradva kénytelen volt gondoskodni saját megélhetéséről.
1653. január 4-én a rozsnyói tisztújítás alkalmával Gömör vármegye táblabírájának nevezték ki, 1658-ban pedig a füleki helyőrségnél lett segédbíró, id. gróf Koháry István főkapitánysága alatt. Ezen állásával nem volt megelégedve, fennmaradt levelében szűkös anyagi helyzetéről panaszkodik, s urától egy kis búzát kér segítségképpen.
1659-ben már nős volt – házasságkötésének pontos időpontja nem ismert – mert ekkor Gömör megye jegyzőkönyvében nemes Békényi Zsófia mint felesége van megemlítve. Első házassága nem volt különösebben szerencsés. Négy gyermeke született, ezek közül Gábor később királyi tanácsos és a szepesi kamara titkára lett.
Később Wesselényi Ferenc nádor mellé került titkárnak, s annak halála (1667) után is megmaradt posztján az özvegy úrnő mellett. Az udvari népség irigyen nézte Gyöngyösi felettébb kényelmes helyzetét, különböző koholt vádakkal rávette az özvegyet – Széchy Máriát – hogy távolítsa el az udvarából. Gyöngyösit 1668 elején balogvári kapitánynak nevezték ki, s hűséges szolgálata jutalmául megkapta Babaluska falut is.
Később Széchy Mária kiengesztelődött, és visszafogadta udvarába. Úrnője azonban állandóan gyanú alatt volt titkos lengyelországi összeköttetései miatt (Gyöngyösi az ő megbízásából 1668-ban valóban járt Lengyelországban a Lubomirszky hercegeknél peres ügyek miatt), a vizsgálat során azonban elsősorban belső emberére, Gyöngyösire terelődött a gyanú. Azzal vádolták, hogy ő is be volt avatva a Wesselényi-féle összeesküvésbe, vagy legalábbis tudomása volt róla: emiatt elfogták és Fülek várában bebörtönözték.

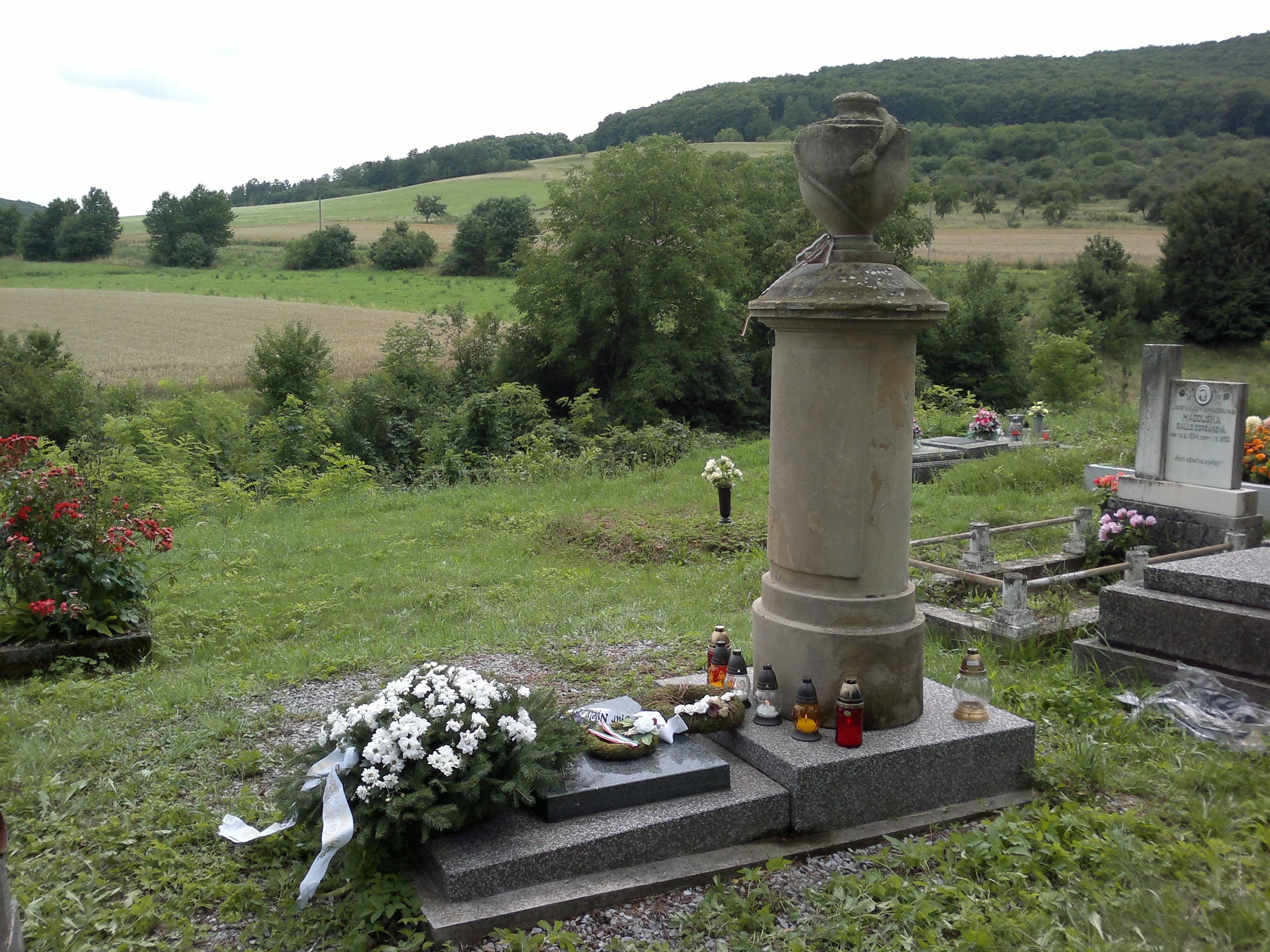
Sírja Csetneken

Gyöngyösi ártatlan volt, 1670. november 11-én fogolytársaival kérelmet intézett a királyhoz, melynek következtében jótállás mellett kiszabadult. Azonnal Bécsbe utazott, hogy Széchy Mária kiszabadítása ügyében az udvari főhatóságoknál közreműködjön. Úrnője 1670 decemberében nyerte vissza szabadságát.
Az özvegy nádornétól 1674-ben vált meg végleg, és Krasznahorkaváraljára költözött. Kezdetben ügyvédkedett, később Gömör vármegye táblabírájaként dolgozott. Előbb élelmezési ügyekben járt el, ezután pedig a soproni országgyűlésen képviselte a megyét. Az 1683-ban Thököly Imre által hirdetett felső-magyarországi gyűlésre megyéje ismét őt küldte képviselőjéül. 1685. január 22-én Caraffánál járt, október 31-én pedig a katonai számoló bizottság tagja lett. 1686. november 22-én megválasztották alispánnak. 1687. szeptember 17-én a megyének a pozsonyi országgyűlésen való képviseletével bízták meg. Ekkor már olyan nagy népszerűségre tett szert, hogy az alispáni állással több ízben kitüntették. Csak hét évi szolgálat után, 1693-ban válhatott meg a méltóságtól, ekkor is csupán idős korára való tekintettel.
Gyöngyösi ezután nyugalomba vonult, hogy csak a költészetnek éljen. 1695-ben jelen volt a Pelsőcön tartott tisztújításon. 1700. október 4-én ismét megválasztották alispánnak, mely tisztséget haláláig betöltötte.
Költészetét leginkább Ovidius tanulmányozása befolyásolta, Kovásznai Sándor egyenesen magyar Ovidiusnak nevezi.

## Művei

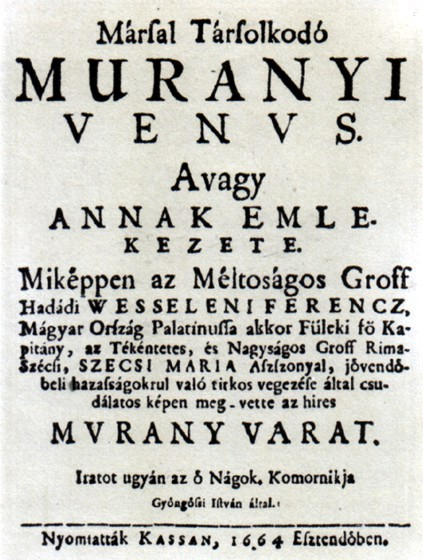
A mű első kiadásának címlapja

- Márſal Tárſolkodó Muranyi Venvs. Avagy Annak Emlekezete. Miképpen az Méltoságos Groff Hadádi Wesseleni Ferencz, Mágyar Orſzág Palatinuſſa akkor Füleki fő Kapitány, az Tékéntetes, és Nagyságos Groff Rimaszecſi Szecsi Maria Aſzſzonnyal, jövendőbeli hazaſságokrul való titkos vegezéſe által csudálatos képen meg-vette az hires Mvrany Varat. Iratot ugyán az ő Nágok, Komornikja, Gyöngőſi Iſtván által, nyomtatták Kassan, 1664 Eſztendőben.

Költeményének eszméje az 1644. évi regényes esemény hatása alatt fogamzott meg benne; az előszóban foglalt vallomása szerint nyomban hozzá is fogott költői földolgozásához és toldozgatta sokszor félbeszakasztott munkáját. További kiadásai: Kolozsvár, 1702. Buda, 1725, 1729, 1739, 1751, 1767 és hely n. 1775). Legjelentősebb munkáinak egyike.
Gyöngyösi, István (1909) Márssal társalkodó Murányi Vénus. Magyar Tudományos Akadémia, Budapest.
- Rosa-Koszoru, az mellyel Az Testé lett Ige Jesus Christusnak és az ő édes Annyának, a szeplőtelen Szüz Marianak, öt rendbéli kiváltképpen való Örömének, Keserűségének; Dütsőségének feit és piros Rosáibúl kötött Es az Mélt. Gróff Kohári István Urnak… régi nagy jó Urának Uj Esztendőbeli ajándékul ajánlott… Lőcse, 1690. (Későbbi kiadásai: Nagyszombat, 1772. és 1789.)
- Porábúl meg-éledett Phoenix, Avagy A Néhai Gyerő Monostori Kemeny János, Erdeli Fejedelemnek Lonyai Anna Aszszonnyal lévő házasságának, Tatár Országi rabságának, az Török ellen viselt Hadi dolgainak, és végre, Hazája mellett Vitézül le-tett életének, halála utánnis élő emlékezete, Az Mellyet… ennek előtte egynehány Esztendővel irt volt, és el-rongyollott első irásinak töredékiből most ujab le irással kisebb rendben vett… Lőcse, 1693. (Ugyanezen évben még egyszer és 1713. Lőcse, későbbi kiadásai: Sopron, 1748. Buda, 1758, 1763, Kolozsvár, 1768 és Buda, év n. Kézirati másolata a 18. századból az Országos Széchényi Könyvtárban.)
- Prosopopoeia Hungariae. Az az: Maga gyamoltalanságát kesergő, és abban a Kardos-Griffnek szárnya alá folyamodo Nympha. A mellyel Magyarország, mostani állapottyát példázza. Lőcse, 1695. (Palinodia, alkalmi költemény Eszterházy Pál nádorrá választatására, 1681-ben Sopronban írta. Későbbi kiadása: Győr, 1743, Buda, 1763, 1771, 1775, 1789. és hely n. 1775. Egykorú másolata 1681-ből: Maga gyámoltalanságát kesergő címmel az Országos Széchényi Könyvtárban.)
- Uj életre hozatott Chariclia, Avagy A Chariclia ritka példájú, és az olvasásra kedvet adó historiájának némelly régi versek rongyábúl, és azoknak sok fogyatkozásibul ujabb, és jobb rendben vétele.. Lőcse, 1700. (Későbbi kiadásai Buda, 1733, 1735, [1763] és hely n. 1742.)
- Cuma várasában épittetett Dedalus temploma. Mellybe ment volt Aeneas király Trojából való ki-bujdosásában: és abban mutat őnéki az Appoló Sybillája külömbkülömb képeket, s azoknak Historiájokat renddel megbeszéli… Hely n., 1724. (Későbbi kiadásai: Hely n., 1744, Buda. 1764, 1840, Hely n., 1828, Bosonban (Pozsony) év n.)
- A tsalárd Cupidónak Kegyetlenségét megismérő, és mérges nyilait kerülő tiszta életnek Geniussa… Melly… régi el-rongyoltatott írások töredékiből ujabb rendben vétetődvén, ki-bocsáttatott Túroczi Mihály komáromi compactor által (Sópron) 1734. eszt. (Későbbi kiadásai Buda, 1751, 1772 és 1898. Eredeti kézirata 4rét 180 lap a Jankovich Miklós gyűjteményével került az Országos Széchényi Könyvtárba.)
- Igaz barátságnak és szives szeretetnek tüköre, mellyben megirattatik Philosténesnek és Florentinának, egymáshoz való hűséges szerelmek, egymásért való nagy szerencse probálások, végre sok szenvedések után szerencsés házasságok, és öszvekelések… Pozsony, 1762. (Későbbi kiadásai: Buda, 1777, 1848.) – legjelentősebb munkáinak egyike
- Gyöngyösi Istvánnak költeményes maradványi. Mellyeket egybe-szedett, és a legrégibb nyomtatványok és kéz-irások szerént hibáiból ki-mentett Dugonics András. Pozsony és Pest, 1796. Két kötet, szerző arczk. (I. Uj életre hozatott Chariclia. II. Marssal társalkodó murányi Venus. Palinódia. Rózsa koszoru. Porából megélemedett Phoenix. A csalárd Cupidónak… geniussa.)
- Márssal társolkodó Murányi Vénus; szöveggond., jegyz. Jankovics József és Nyerges Judit, utószó Jankovics József; Balassi, Bp., 1998 (Régi magyar könyvtár. Források)
- Gyöngyösi István: Porábúl megéledett Főnix avagy Kemény János emlékezete; szöveggond., jegyz. Jankovics József és Nyerges Judit, utószó Jankovics József; Balassi, Bp., 1999 (Régi magyar könyvtár. Források)
- Thököly Imre és Zrínyi Ilona házassága / Gyöngyösi István: Palinódia. Kesergő Nimfa; szöveggond., jegyz. Jankovics József és Nyerges Judit, utószó Jankovics József; Balassi, Bp., 2000 (Régi magyar könyvtár. Források)
- Rózsakoszorú; jegyz., utószó Jankovics József; Balassi, Bp., 2002 (Régi magyar könyvtár. Források)
- Csalárd Cupido / Proserpina elragadtatása / Cuma várasában építtetett Dédalus temploma / Heroida-fordítások; sajtó alá rend., jegyz. Jankovics József és Nyerges Judit, utószó Jankovics József; Balassi, Bp., 2003 (Régi magyar könyvtár. Források)
- Új életre hozatott Chariclia; sajtó alá rend., jegyz. Jankovics József és Nyerges Judit, utószó Jankovics József; Balassi, Bp., 2005 (Régi magyar könyvtár. Források)
- Gyöngyösi István levelei és iratai; magyar szöveggond. Jankovics József, Nyerges Judit, latin szöveggond., jegyz. Tusor Péter, tan. Jankovics József; Balassi, Bp., 2017 (Régi magyar könyvtár. Források)

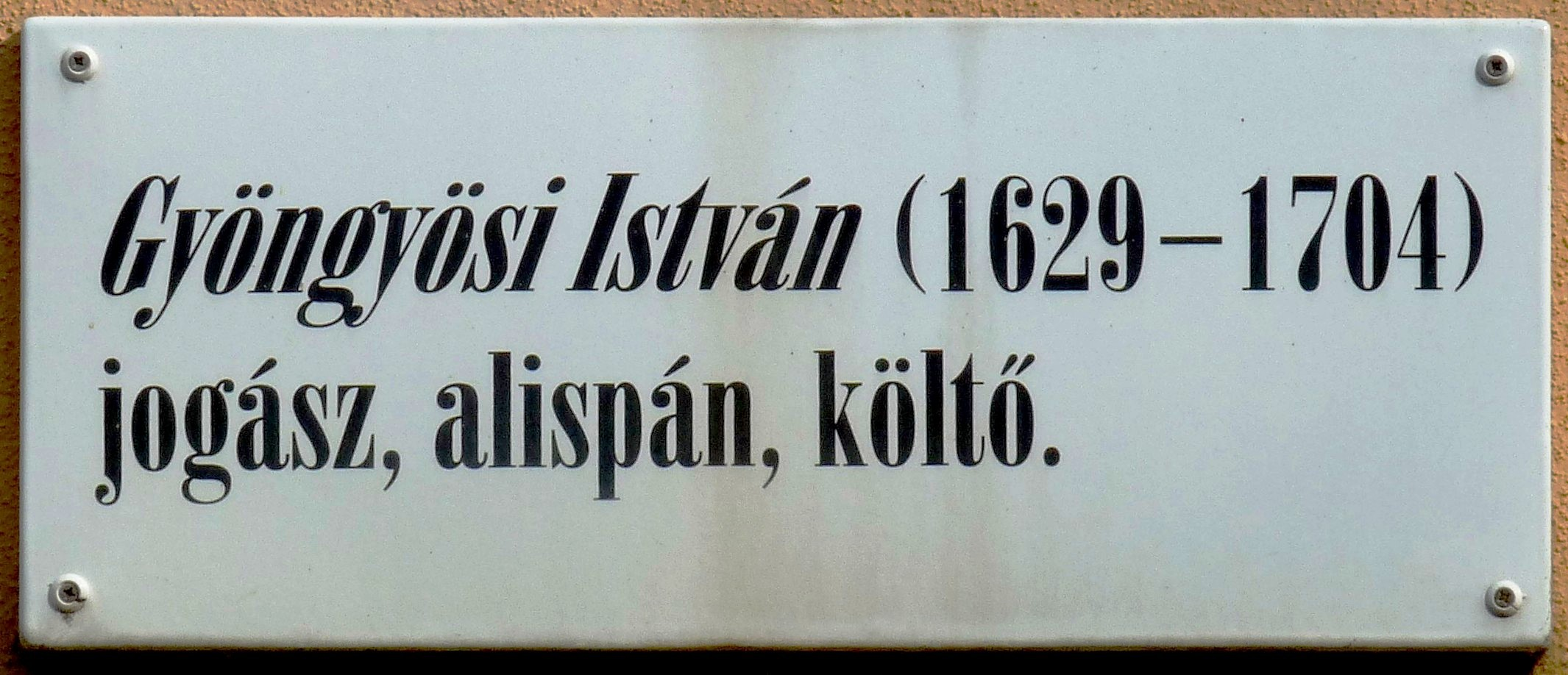
Emléktáblája a róla elnevezett sétányon